# Adelphomyia satsumicola
Adelphomyia satsumicola là một loài ruồi trong họ Limoniidae. Chúng phân bố ở miền Cổ bắc.